# Eolambia
Eolambia ist eine Gattung ornithopoder Dinosaurier aus der Gruppe der Hadrosauroidea. 
Bisher sind mehrere fragmentarische Skelette von Erwachsenen sowie von Jungtieren bekannt; des Weiteren konnten embryonale Reste und mögliche Eierschalen beschrieben werden. Alle Überreste stammen aus der Cedar-Mountain-Formation, einer reichen Fossillagerstätte im US-Bundesstaat Utah, und werden auf die frühe Oberkreide datiert (frühes Cenomanium, vor etwa 100 bis 96 Millionen Jahren). 
Die einzige bekannte Art ist Eolambia caroljonesa; Art und Gattung wurden 1998 von James I. Kirkland erstmals wissenschaftlich beschrieben.

## Merkmale
Bisher sind drei unvollständige Schädel bekannt, die auf eine Schädellänge von bis zu einem Meter schließen lassen. Anders als bei den Lambeosaurinen bildeten Nasen- und Zwischenkieferbein keinen Knochenkamm. Auf jeder Seite des Oberkiefers befanden sich 32 Zahnfächer, während es im Unterkiefer beim Holotyp-Exemplar jeweils wahrscheinlich weniger als 30 waren. Unter jedem „aktiven“ Zahn saßen zumindest im Unterkiefer mindestens zwei Ersatzzähne. Die Zahnkronen zeichnen sich durch eine einzige zentrale Schneidekante aus und waren bei den größten Zähnen 3,3 cm hoch und 1,7 cm breit. Das Restskelett (Postkranium) zeichnet sich unter anderem durch mindestens sieben Kreuzbeinwirbel sowie hohe Wirbelstacheln an den vorderen Schwanzwirbeln aus. Die Vorderbeine waren verglichen mit denen anderer Gattungen massiv und lang.

## Systematik
Anfangs beschrieb James Kirkland Eolambia als einen Vertreter der Lambeosaurinae, einer Unterfamilie innerhalb der Hadrosauridae, die sich durch auffällige Kopfkämme auszeichnet. Kirkland begründete seine Zuordnung mit verschiedenen gemeinsamen Merkmalen (Synapomorphien), die sich insbesondere am Zwischenkieferbein finden. Spätere Autoren klassifizierten Eolambia jedoch außerhalb der Hadrosauridae als ursprünglichen Vertreter der Hadrosauroidea. Bei einer 2001 veröffentlichten Neuuntersuchung der Eolambia-Fossilien wurde festgestellt, dass es sich bei vielen der von Kirkland festgestellten Lambeosaurinen-ähnlichen Merkmalen tatsächlich um Fehlinterpretationen handelte. Diese Studie sieht Eolambia als nahen Verwandten von Probactrosaurus.

## Forschungsgeschichte und Namensgebung
1993 entdeckten Carole und Ramal Jones im nordwestlichen San Rafael Swell (östlich von Castle Dale, Utah) stark verwitterte fossile Knochen. Sie übergaben die Fossilien Donald Burge, dem Direktor des Prähistorischen Museums in Price, welcher daraufhin eine Grabung organisierte, die ein fragmentarisches Skelett inklusive Schädelknochen zu Tage brachte. Das Skelett lag unmittelbar unter der Geländeoberfläche, weshalb viele Knochen durch Wurzeln beschädigt waren. In der Nähe wurde das Skelett einer neuen Nodosauriden-Gattung gefunden. Der Fundort gehört zum Mussentuchit-Member, einem Schichtglied der Cedar-Mountain-Formation, und ist heute zu Ehren der Entdeckerin als „Carol Site“ bekannt.
Die wissenschaftliche Bearbeitung des neuen Dinosauriers übernahm der Paläontologe James Kirkland. Kirkland untersuchte weitere Skelette aus demselben Fundgebiet, die bislang unbeschrieben in der Sammlung des Oklahoma Museum of Natural History aufbewahrt wurden, und bemerkte, dass sie ebenfalls dieser Gattung zugeordnet werden können. Kirkland nannte die neue Art und Gattung Eolambia caroljonesa. Der Gattungsname Eolambia bedeutet so viel wie „früher Lambeosaurier“ und unterstreicht das sehr frühe Auftreten dieses von Kirkland der Unterfamilie Lambeosaurinae zugeschriebenen Dinosauriers. Der zweite Teil des Artnamens, caroljonesa, ehrt Carole Jones, welche die Fundstelle mit dem Typusexemplar entdeckt hat.
Vor seiner wissenschaftlichen Beschreibung trug die Gattung den informellen Namen "Eohadrosaurus".

## Belege
1. ↑  Gregory S. Paul: The Princeton Field Guide To Dinosaurs. Princeton University Press, Princeton NJ u. a. 2010, ISBN 978-0-691-13720-9, S. 294, Online.
2. 1 2 3 4 5 6  James Ian Kirkland: A new hadrosaurid from the upper Cedar Mountain Formation (Albian-Cenomanian: Cretaceous) of eastern Utah – the oldest known hadrosaurid (lambeosaurine?) In: Spencer G. Lucas, James I. Kirkland, John W. Estep (Hrsg.): Lower and Middle Cretaceous terrestrial ecosystems (= New Mexico Museum of Natural History and Science. Bulletin. Bd. 14, ISSN 1524-4156). New Mexico Museum of Natural History and Science, Albuquerque NM 1998, S. 283–295, online.
3. ↑  Eolambia. In: The Paleobiology Database. Abgerufen am 12. September 2014.
4. ↑  Jason J. Head: A reanalysis of the phylogenetic position of Eolambia caroljonesa (Dinosauria, Iguanodontia). In: Journal of Vertebrate Paleontology. Bd. 21, Nr. 2, 2010, ISSN 0272-4634, S. 392–396, doi:10.1671/0272-4634(2001)021[0392:AROTPP]2.0.CO;2.

## Weiterführende Literatur
- James Ian Kirkland: A new hadrosaurid from the upper Cedar Mountain Formation (Albian-Cenomanian: Cretaceous) of eastern Utah – the oldest known hadrosaurid (lambeosaurine?) In: Spencer G. Lucas, James I. Kirkland, John W. Estep (Hrsg.): Lower and Middle Cretaceous terrestrial ecosystems (= New Mexico Museum of Natural History and Science. Bulletin. Bd. 14). New Mexico Museum of Natural History and Science, Albuquerque NM 1998, S. 283–295, online.
- James Ian Kirkland, Donald Burge: A large primitive hadrosaur from the Lower Cretaceous of Utah. In: Journal of Vertebrate Paleontology. Bd. 19, Supplement to Nr. 3 = Abstracts of Papers Fifty-Fourth Annual Meeting Society of Vertebrate Paleontology, Burke Museum, University of Washington Seattle, Washington, October 19–22, 1994, 1994, S. 32A.
- Jason J. Head: A reassessment of the phylogenetic status of Eolambia caroljonesa (Ornithischia: Iguanodontia), with comments on the North American iguanodontian record. In: Journal of Vertebrate Paleontology. Bd. 19, Supplement to Nr. 3 = Abstracts of Papers Fifty-Ninth Annual Meeting Society of Vertebrate Paleontology, Adams Mark Hotel Denver, Colorado, October 20–23, 1999, 1999, S. 50A.
- Jason J. Head: A reanalysis of the phylogenetic position of Eolambia caroljonesa (Dinosauria, Iguanodontia). In: Journal of Vertebrate Paleontology. Bd. 21, Nr. 2, 2010, S. 392–396, doi:10.1671/0272-4634(2001)021[0392:AROTPP]2.0.CO;2.